# Jordi Serrallonga Alset
Jordi Serrallonga Alset (Barcelona, 1969) és un naturalista i arqueòleg català format a la Universitat de Barcelona. El 2009 era director de l'Hominid Grup de la mateixa universitat; i explorava per descriure en primera persona grups humans de Kenya, Tanzània, les Illes Galàpagos i Austràlia.
Entre altres grups, estava interessant en els massais i els hadzabe. Hi va descobrir i descriure com l'home va perdre la seva capacitat olfactòria per manca de necessitat o entrenament, una capacitat que es va mantenir entre els hadzabe. Per finançar els viatges, va fundar una agència de viatges i feia de guia d'expedicionaris. El 2015 era ponent de la secció de ciències i tecnologia a l'Ateneu Barcelonès. A més d'articles científiques ha publicat llibres de divulgació com ara Regreso a Galapagos. Mi viaje con Darwin i África en 10 Palabras.